# Team Fortress Classic
 (novembre 2019).
Si vous disposez d'ouvrages ou d'articles de référence ou si vous connaissez des sites web de qualité traitant du thème abordé ici, merci de compléter l'article en donnant les références utiles à sa vérifiabilité et en les liant à la section « Notes et références ».
Team Fortress Classic (TFC) est un mod multijoueurs pour le jeu Half-Life.
Ce mod permet aux joueurs et à leurs clans de se confronter sur internet de différentes façon (Capture du drapeau, Escorte d'un VIP, Contrôle du territoire...).
Il fut porté sur Half-Life par les développeurs du mod Team Fortress en collaboration avec Valve Software.
Cette extension permet au joueur d'incarner neuf personnages différents. Chaque classe de personnage possède ses propres armes, caractéristiques et modes de jeu.
- Le Scout est le personnage le plus rapide mais également le moins bien armé. Il est principalement utilisé pour voler les drapeaux ou la balle. Il est également capable de démasquer les espions et de désamorcer les mines du Demoman. Il possède un shotgun simple et une petite mitraillette. Il est également équipé de petits pics qui ralentissent considérablement les adversaires qui marcheront dessus et de grenades assomantes. Ces dernières ont plusieurs fonctions : elles permettent d’effectuer de grands sauts et de gêner l’adversaire en lui faisant « tourner la tête ».
- Le Sniper est armé d’un fusil sniper qui peut également être utilisé en tant que mitraillette et de la même petite mitraillette que le Scout. Autant dire que sa principale fonction est de sniper à longue distance. Il possède aussi des grenades simples.
- Le Soldat est un peu plus lent que les autres personnages mais ce handicap est diminué par son arsenal bien fourni. En effet, il est armé d’un shotgun simple et d’un double mais également d’un bazooka pouvant contenir jusqu'à 4 roquettes dans son chargeur. Ce personnage est aussi utile en attaque qu’en défense. Il possède également des grenades simples et des grenades a pics. Ces derniers se placent à environ 50 cm au-dessus du sol et projettent des petits pics. Une fois épuisée, la grenade explose.
- Le Demoman est armé d’un lance grenade. Les grenades ainsi lancées peuvent être soit automatiques, soit à déclenchement manuel. Ceci permet de poser plusieurs grenades et de les faire exploser au passage d’un ennemi. Il possède également un shotgun simple, des grenades simples et des grenades à fragmentation. Ce personnage, bien utile dans les mêlées mais impuissant en duel, peut également poser des mines, ce qui permet d’ouvre des brèches dans certaines maps.
- Le Medic est armé d’un mitraillette moyenne, d’un shotgun simple et d’un double. Il possède une trousse de soin très utile à la place du pied de biche. Elle lui permet de soigner ses coéquipiers mais également de refiler une maladie très contagieuse à ses ennemis : « la gast ». Une fois infectés, ils perdent progressivement des vies jusqu'à leur mort et refilent la maladie à tous leurs coéquipiers. Seul le Medic est capable de guérir un personnage infecté par la maladie. Il possède également des grenades simples et des grenades assomantes identiques à celles du Scout.
- Le Heavy est le personnage le plus lent du jeu, mais il possède l’arme la plus efficace : la mitrailleuse lourde. Cette dernière permet de faire énormément de dommages sans techniques de jeu particulières. Il possède également un shotgun simple et un double ainsi que des grenades simples et à fragmentation.
- Le Pyro est armé d’un shotgun simple, d’un lance flamme et d’un bazooka à roquettes incendiaries. Ce dernier n’a pas besoin d’être rechargé mais ses roquettes sont malheureusement très lentes. L’avantage du feu, c’est qu’il continue de faire effet 5 ou 10 secondes après l’impact. Il possède aussi des grenades simples et des grenades incendiaires
- Le Spy est armé d’un pistolet tranquillisant qui ralentit les adversaires, d’un couteau plus puissant que le pied de biche, d’un shotgun double et de la même mitraillette simple que le Scout. La principale qualité du Spy est qu’il peut prendre l’apparence d’un autre personnage, allié ou ennemi. Il est donc en mesure de passer inaperçu chez ses ennemis et de les poignarder dans le dos. Cependant, son camouflage se retire dès qu’il prend un drapeau ou qu’il se sert d’une arme autre que les grenades. Il possède des grenades simples et des grenades qui projettent un liquide radioactif provoquant des hallucinations.
- L'Engineer n’est pas un personnage très puissant : il est armé d’un petit pistolet laser et d’un shotgun double. Cependant, il possède une clé à molette à la place du pied de biche qui lui est d’une grande utilité… En effet, il peut redonner de l’armure à ses coéquipiers mais aussi construire une borne de ravitaillement et une tourelle de défense. Cette dernière est très puissante, une fois améliorée, mais doit être l’œuvre de soins constants. L'Engineer doit en permanence venir la réparer et y replacer des munitions. L'Engineer est également équipé de grenades simples et de grenades à impulsion électromagnétique particulièrement efficaces.

Team Fortress Classic comporte deux scénarios inédits. Dans "hunted" les joueurs sont divisés en deux catégories : les gardes du corps et les assassins. Dans "canal zone" l'enjeu devient le contrôle du territoire. Enfin pour être plus classique, le traditionnel mode "capture the flag" est proposé.

## Team Fortress 2
Quelques années plus tard, Valve et Robin Walker lancent le second volet de Team Fortress, baptisé Team Fortress 2.